# M16に関連する作品の一覧

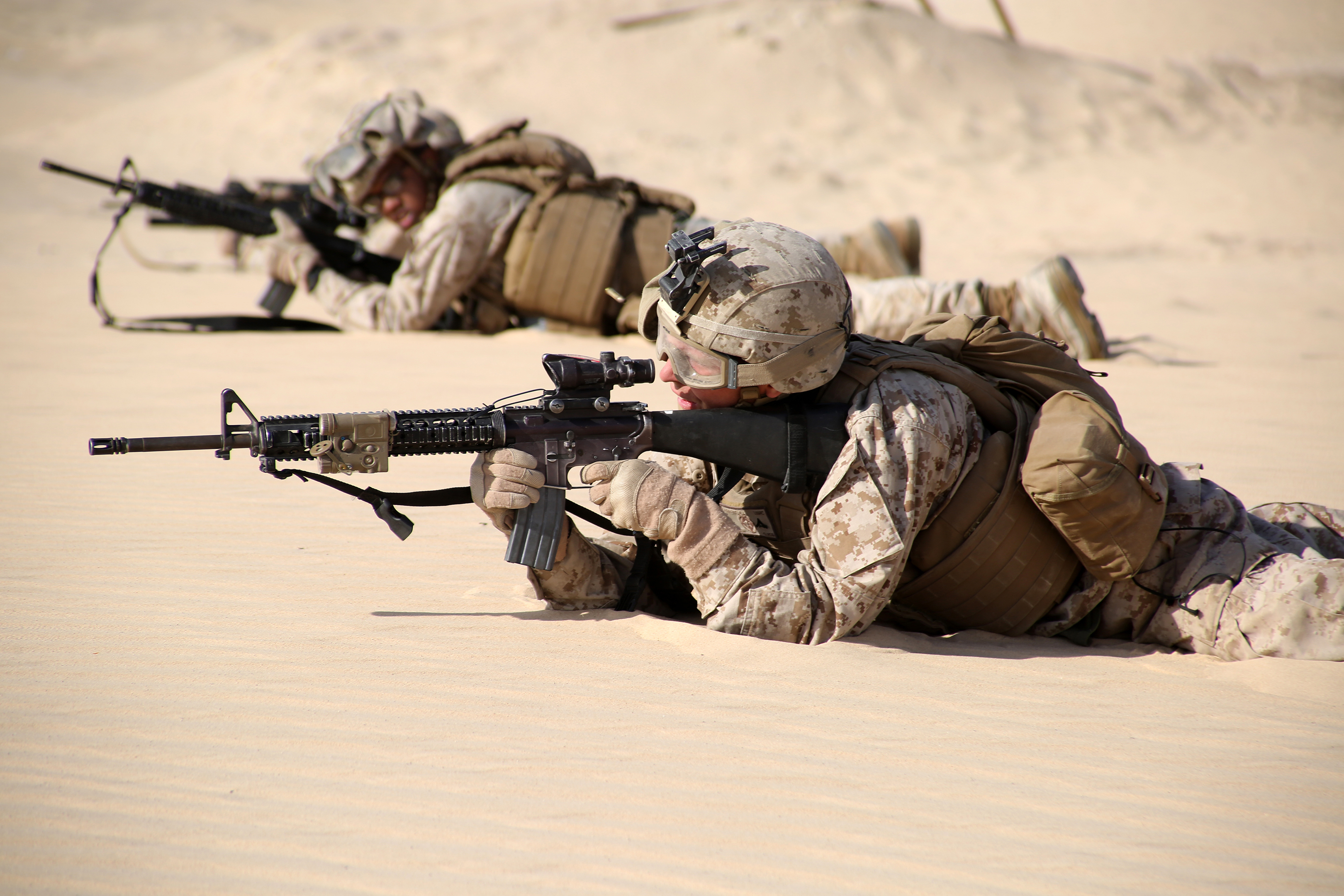
M16A4を構えるアメリカ海兵隊員

M16に関連する作品の一覧（M16にかんれんするさくひんのいちらん）は、アメリカ合衆国のユージン・ストーナーが開発したアサルトライフル、M16自動小銃および、その派生型に関連する作品の一覧である。
M16は採用されてから長年に渡りアメリカ軍の主力小銃の座についているため、ベトナム戦争やそれ以降の米軍が登場する作品に数多く登場している。

## 映画・テレビドラマ
主に（アメリカなどの）映画作品では軍用向け（フルオートモデル）以外にもセミオートの民間向けモデルや民間向けの改造品が使用されることもある。また、付属するM203も40mmのオリジナルではなく37mmのコブレイランチャーが使用されることがある。
『CSI:科学捜査班』
第10シーズン「死ねないロボット」に登場。フルオートシアのイメージ。
「ベガスに死す」に登場。射撃場の壁に飾ってある。
『CSI:ニューヨーク』
第2シーズン「勇気ある者」にて、海兵隊員がM203を装着して所持。
「守るべきもの」では犯人が使用。
『WITHOUT A TRACE/FBI 失踪者を追え!』
第2シーズン「兵士とフィアンセ」に登場。
『NCIS 〜ネイビー犯罪捜査班』
第21話の潜入捜査に登場。
『RED/レッド』
ヴィクトリアがCAA社製ARS ストック、スコープ、バイポッド、サプレッサーを装着したA4をFBIに対して使用。
『REDリターンズ』
飛行場を警備していたアメリカ軍兵士がA2を所持する。
『S.A.S. 英国特殊部隊』
シーズン1「Something to Do with Justice」（邦題：エネミーゾーン）および、シーズン3「Never Go Back」（邦題：エネミー・ライン）などでSAS隊員が使用。野外での戦闘で使用することが多い。M16（M203を装備）やAR-15 カービンなど。シーズン2「What in the Name of God」（邦題：バトル・ミッション）では立てこもり犯が使用。
『SUPER8/スーパーエイト』
アメリカ空軍の兵士が所持。
『相棒 -劇場版- 絶体絶命! 42.195km 東京ビッグシティマラソン』
5年前の架空の戦争で南米某国の兵士がA1を装備。一部M203装着。
『アメリカン・ソルジャーズ 真実の戦場』
A2とA4の他にM727とM4A1 カービンが登場。
『アメリカン・ソルジャーズ2』
砂浜での使用中に弾詰まりを起こしている。
『ウルトラマンオーブ THE ORIGIN SAGA』
東京に命の樹が出現した事に際し出動した防衛軍の兵士がA1を使用。第10話では命の樹の破壊の為にTNT火薬設置作業中に妨害の為に襲来したベゼルブに対して発砲する。
『エスケープ・フロム・L.A.』
終盤でクエボ・ジョーンズがA2を使用。また、一味の1人はA1を使用。
『エボリューション (映画)』
隕石に乗って地球に飛来したエイリアンを世間の目から遠ざける為に出動したアメリカ陸軍の歩兵がA2を装備。作中では、地下洞窟から地上に出た霊長類型エイリアンと格闘する主人公のアイラを援護しようと照準を合わせるが、誤射を危惧したアリソンとフレミング大佐に制止される。その後、ナパーム攻撃の熱で急速に進化、巨大化したアメーバ型エイリアンに対して、展開していた部隊が発砲するが、全く効果がなかった。
『俺がハマーだ!』
18話で使用。発砲無し。
22話で水爆を輸送している兵士が所持。
『ガントレット』
ヒロインのマリーの自宅を包囲したラスベガス市警察がA1を使用するほか、終盤の"ガントレット"シーンでもフェニックス市警察がA1を使用する。
『ガンヘッド』（1989年）
Bバンガーのメンバー・ボンベイ（川平慈英）が主武装としてM203 グレネードランチャーをつけたM16-1を使用する。
『キングコング:髑髏島の巨神』
モナークの一部スタッフやパッカード大佐が率いる陸軍部隊の主力火器としてA1が登場。一部の兵士はM203を装着している。
『光州5・18』
劇中の騒乱シーンで政府軍・市民軍双方の主力武器として登場。
『ゴジラシリーズ』
『ゴジラvsビオランテ』
陸上自衛隊の装備としてA1が登場。ゴジラ細胞の採取が行われている破壊された新宿の現場を警備していた自衛官たちが、無断でゴジラ細胞を採取し、逃走したバイオメジャーの工作員たちに対して使用する。
なお、実際の自衛隊はM16シリーズを採用していないが、これ以降の数作品にも自衛隊の装備として登場している。
『ゴジラvsスペースゴジラ』
国連Gフォースの装備としてM203付きのA1が登場。主人公の新城少尉が、ゴジラの後頭部にテレパシー増幅装置を打ち込むために使用する。
『ゴジラvsデストロイア』
架空の警視庁特殊部隊「SUMP」の装備としてA3が登場。臨海副都心のプレミアムビル内に出現したデストロイア幼体に対して使用される。
『ゴジラ・モスラ・キングギドラ 大怪獣総攻撃』
防衛軍（防衛陸軍）の装備としてA2が登場。対ゴジラ迎撃戦が行われる横浜市に展開する陸軍兵士たちが携行している。
『ゴジラ FINAL WARS』
地球防衛軍の装備としてA2が登場。一般兵士たちが携行しており、東海コンビナート地帯に出現したエビラと地球防衛軍本部上空に飛来したX星人のマザーシップに対して銃口を向ける。
『コマンドー』
アリアス元大統領の私兵たちがA1と民間用のSP1を使用しており、主人公のジョン・メイトリックス大佐も私兵から鹵獲したものを、アリアスとの銃撃戦時に片手で使用する。シーンによってはいきなりA1がSP1に切り替わるミスがある。また、非発砲シーンではMGC製のレプリカが使用されている。
『コン・エアー』
サイラス・グリサム率いる凶悪犯達が、囚人空輸専用輸送機「ジェイルバード」機内底部に収納されていた武器ケースからA2を強奪して使用。また、廃機置き場での戦闘では米陸軍兵士がA1を使用。こちらはA2のハンドガードが装着されたカスタムモデル。
『サムライ』
陸上自衛隊の装備として登場。
『地獄の黙示録』
アメリカ陸軍の主装備として物語全般に渡ってA1が登場する。劇中では30連マガジンが使われているが、実際に30連マガジンが使われるようになったのはサイゴン陥落時に米海兵隊が使ったのが最初と言われており、劇中ほど普及していない。
『ジャーヘッド』
湾岸戦争中の米海兵隊員らが使用。
『ジュラシック・パーク』
インジェン社の武器庫に保管されている武器としてH&K HK91とともにA2が登場。主に従業員たちが使用する。
『ジュラシック・ワールド』
インジェン社の従業員がジュラシック・ワールドから撤収する際に所持している。
『スカーフェイス』
映画のラストシーンで主人公のトニーが仕様する。プロップはA1の民間用モデルが使用されM203装着が装着されているが、実際にはコブレイ社製のフレアランチャーである。また、このM203のプロップはプレデターで使用されたものと同じである。
『スターゲイト SG-1』
スターゲイト司令部（SGC）の衛兵たちなどが使用。SGチームにも多数配備されている。
『スターゲイト アトランティス』
第23話でベケットが背中に背負っている。
『スリー・キングス』
主人公の米兵らが使用。
『西部警察』『大都会』
密輸された銃として犯罪に使われる。シリーズ3作全てにおいてM16が元となる犯罪が必ず出ている。
『世界侵略: ロサンゼルス決戦』
主人公ら米海兵隊の主兵装としてACOG、AN/PEQ-15 レーザーサイト、フォアグリップを装着したA4がM4A1などとともに使用される。フラッシュライトやM203を装着したタイプも登場。
『戦火の勇気』
撃墜されたUH-1H医療ヘリに搭乗していたカレン・ウォールデン大尉がA2を使用。作中ではウォールデン大尉がA2を本当に使用したかどうかが大きな論点となる。
『ソウルの春』
全編を通し、韓国軍の主力小銃としてA1が登場。また、クライマックスでは首都警備司令部第30警備団長のチャン・ミンギ大佐（張世東をモデルとした人物）が、SUIT型照準器を装着したA1を使用する。
『ゾンビ』
ピーターとロジャーやSWAT隊員がA1を使用する他、本銃を持ったゾンビも登場する。
『ターミネーター』
T-800がウェストハイランド警察署を襲撃した際に、エド・トレクスラー警部とブーコビック警部補がA1を使用。T-800に背後から銃撃を行うが効かず、逆に反撃の銃弾を受ける。
『ターミネーター2』
サラ・コナーとT-800がCAR-15を使用。サラはマイルズ・ダイソン暗殺未遂時に本銃での狙撃を試み、後に警察のヘリを奪って追跡してきたT-1000と銃撃戦を繰り広げる。一方、T-800は液体窒素タンク車で迫るT-1000との戦闘でM79 グレネードランチャーを、タンク車の体当たりの衝撃で落とした際、代わりに本銃を手にタンク車へ飛び移ると運転席のT-1000を蜂の巣にして一時的に動きを止め、急ハンドルを切ってタンク車を横転させる。
『ダイ・ハード』
ハンス・グルーバー率いるテロリストに占拠されたナカトミビルへ突入しようとするロス市警のSWAT隊員が、20連マガジンを装填したA1を装備。プロップは全編通してMGCのモデルガンである。
『ダイ・ハード2』
ダレス国際空港の主任エンジニア、バーンズを護衛する空港警察のSWAT隊員がA1を装備。建設中の新管制塔にて、建設作業員に変装したテロリストとの銃撃戦で使用する。また、空港に派遣されたデルタフォースの隊員がA2ハンドガードを装着したSP2を使用。
『ダイ・ハード4.0』
ランドが狙撃用スコープ、AN/PEQ-2 レーザーサイト、M900 グリップライト、FA556-212 サプレッサーを装着したMk.12 SPRを使用する。
『タイガーランド』
主人公、ボズ達が劇中の訓練時にM16を装備。また、劇中終盤でウィルソンは殺人を企てた際、自分が装備していたM16に実弾を装填するという、許可されていない行動に出て周囲から咎められるが、企てを止められることは無かった。なお、時間軸でベトナム戦争の前半を舞台にした映画が訓練時にはM14を用い、実戦ではM16を用いるのとは対照的に、ベトナム戦争が後半に入った1971年を舞台としている本作は、M16が十分な量が生産され、後方の訓練部隊を含めて広く配備が進んだ当時の実情に沿い、訓練課程でもM16が登場している点で異色を放つ（しかし、本作ではベトナムの最前線で戦う場面が一切無い）。
『特別狙撃隊S.W.A.T.』
SWATの装備として登場。
『デンジャー・クロース 極限着弾』
オーストラリア陸軍の兵士が初期型のM16を使用。ベトナム軍の兵士の中にもM16を使用する兵士が居る。
『ナイト&デイ』
主人公のロイ・ミラーが、前半のカーチェイス直後の銃撃戦で、敵の車に積んであったZ-M ウェポンズ社製のLR-300-MLを使用。フォアグリップが装着されているが、ロイはこれを握ることなく発砲する。
『日本以外全部沈没』
北の将軍様やその配下の特殊部隊が使用。
『バイオハザードII アポカリプス』
シコルスキー S-61Rのキャビン内にA2が搭載されている。
『バイオハザードV リトリビューション』
要塞と化したホワイトハウス内で海兵隊員がA4を所持している。
『ヒート』
銀行強盗後の市街地での銃撃戦でボスコ巡査部長、カザルス巡査部長がA2のハンドガードを装着したA1を使用。
『フォレスト・ガンプ/一期一会』
ベトナム戦争で主人公、フォレスト・ガンプがXM16E1を、戦友のバッバや部隊長のダン・テイラー中尉そして、部隊の隊員がM16を装備。長く降り続いた雨が止んだ直後の戦闘で使用。
『ブラックホーク・ダウン』
第75レンジャー連隊がA2を使用。一部の隊員はM203を装着している。また、デルタフォースの隊員もM68 ドットサイトやフラッシュライトを装着したM727を使用する。
『プラトーン』
主人公のクリス・テイラーが所属する第25歩兵師団の兵士が使用。一部の兵士はカービンタイプのM653Pを使用しているが、ベトナム戦争時、このモデルはまだ無かった。
『フルメタル・ジャケット』
主人公のジョーカーらアメリカ海兵隊の主力小銃として後半のフエ攻防戦に登場する。ジョーカーがベトコン狙撃兵を背後から撃とうとするが、メンテナンスを怠っていたためにジャムを起こし、反撃されるシーンがある。
『プレデター』
特殊部隊の隊長ダッチ（主人公）とその部下の1人、ビリーがそれぞれコブレイM203フレアランチャーと、ショットガン付きのSP1を使用する。
『プレデター2』
出動した警官隊がA1とA2を所持。
『ポリス・ストーリー3』
タイ将軍の護衛がA1を所持。
『ホワイトハウス・ダウン』
米海兵隊がA4を所持。
『ランボー』
保安官事務所から逃亡した主人公、ジョン・ランボーを追う保安官助手達が山狩り時に使用。自衛のための攻撃で同僚のアーサー・ガルト保安官助手を死なせたランボーの言い分を聞かずに銃撃を行うが、ランボーの反撃によって全員が叩きのめされ無力化される。その後現場に動員された州兵が使用するが、州兵と遭遇したランボーが奪い取り、州兵と銃撃戦を行う。そして、終盤ではウィルフレッド・ティーズル保安官が本銃を手に保安官事務所の天井の吹き抜けに隠れて、突入したランボーを返り討ちにしようとするが、目論見に気付いたランボーの銃撃で重傷を負う。
『ランボー/怒りの脱出』
ベトナム河川海賊がA1を使用する。
『ランボー/最後の戦場』
終盤の主人公、ジョン・ランボー達傭兵グループとミャンマー陸軍のパ・ティー・ティント大佐率いる部隊が交戦中、戦場に駆けつけ傭兵グループに加勢するカレン族反乱軍の一部がA1を使用。
『ローン・サバイバー』
マーカス・ラトレル一等兵曹とマシュー・アクセルソン二等兵曹が、リューポルド MR/T スコープ、AN/PEQ-2 レーザーサイト、ハリスバイポッド、サプレッサーを装着したMk.12 Mod.1 SPRを使用。
『ワールド・ウォーZ』
米陸軍・海兵隊・イスラエル軍兵士がA2を使用。
『ワンス・アンド・フォーエバー』
前半のフォート・ベニング基地での訓練で、1960年代では「最新鋭の兵器」であるヘリコプターを擁する米陸軍第1騎兵師団の装備品としてXM16E1が支給され、主人公、ハル・ムーア中佐率いる同師団隷下の第7騎兵連隊第1大隊も訓練時点で支給されている。中盤以降のベトナムの戦場では同銃を米軍が全面的に使用。一部は銃剣を装着するシーンもある。ただし、古参兵のベイジル・プラムリー上級曹長だけは「最近採用されたばかりの銃は信用ならない」という理由で一切使用せず、手に取ったのは戦場に落ちていた本銃を丸腰のUPI記者のジョー・ギャロウェイに手渡した位である。また、ギャロウェイは護身のため止む無く本銃で北ベトナム軍の兵士を射殺しているが、本来左利きなのを無理して右利きの人間と同じように扱っている（カメラで戦場を撮影する動作から左利きだとわかる）。

## アニメ・漫画
『HELLSING』
傭兵部隊「ワイルドギース」隊員がAR-15A2を使用する。
『HUNTER×HUNTER（1999年）』
スパーがA1を使用。
『HUNTER×HUNTER（2011年）』
マフィア構成員がA1を使用。
『RESET』
ディストピアの中で篠原仁美が拾う。
『うぽって!!』
いちろくちゃんがA4を使用（いちろくちゃん自身がA4の擬人化キャラでもある）。

『エロイカより愛をこめて』
「ハレルヤ・エクスプレス」編でエーベルバッハ少佐が列車の屋根上からの狙撃に使用。
『キララQQQ』
第04話・第05話でギンガWXYが所持。ただし、実際のバリエーションモデルでは異なる架空のバージョンで登場している。
『こちら葛飾区亀有公園前派出所』
ボルボ式射撃特訓の巻に登場。
『ゴルゴ13』
ほぼ全編を通して主人公、ゴルゴ13が狙撃に使用。途中でA1からA2に更新されるエピソードもある。必要に応じてM203を装着することもある。ゴルゴ13はこの銃を愛用する理由を尋ねられた際、「オレはひとりの軍隊だからだ」（=あらゆるシチュエーションに対応できる最適な銃）と答えている。
『サバイバル (漫画)』
米軍のロバートとウィリアムが装備。連載時期から見てM-16A1。
『ジオブリーダーズ』
アメリカ海兵隊が化け猫との戦いに使用。

『死舞能』
安藤 実が使用。
『蘇州夜曲』
森川久美の漫画。中国大陸で密造されている。しかし、舞台背景は1930年代なので明かな考証ミス。
『ジョジョの奇妙な冒険 第4部 ダイヤモンドは砕けない』
虹村 形兆のスタンド「バッド・カンパニー」の歩兵隊の使用銃としてA1が登場。
『ジョジョの奇妙な冒険 第8部 ジョジョリオン』
苦竹財平がスタンド「ミラグロマン」を発現したと言われる武器商人の紹介シーンでA1が背景として登場。
『第2次朝鮮戦争 ユギオII』
小林源文の漫画。北朝鮮による韓国への再侵攻に際し、韓国軍憲兵に偽装した北朝鮮特殊部隊が装備する。しかし主人公達の属する韓国軍部隊がこれと遭遇したときは、K2配備前の主力であるM16を装備していることから不審がられていた。
『南国育ち』
良波しゅりが扉絵で所持。
『ひぐらしのなく頃に解』
番犬部隊が使用。
『ブラック・ジャック 〜黒い医師〜』
アメリカ軍兵士が所持。
『プランダラ』
国連軍兵士が所持し、第13特設軍学校を襲撃する際に使用。しかし撃墜王の手術を施した離人の前には無力であり、全ての弾を弾き返される。
『ポケットモンスター』
オババが使用。
『名探偵コナン 天国へのカウントダウン』
ジンが鈴木 園子を裏切り者シェリーと誤認して狙撃する際にスコープとチークピース（頬当）が追加されたA2を使用する。
『ヨルムンガンド』
湾岸戦争時代の回想シーンでワイリがA2を所持。訓練の際にヨナ、ルツ、バルメがM727風の訓練銃を、元デルタフォースのレームがダットサイトとサプレッサー付きのM727を使用している。
『リトルコップ』
私設軍隊「影の軍隊」の兵士が使用。
『ワイルド7』
オヤブンがベトナムバージョンを使用。

## 小説
『撃鉄の心臓 (Novel 0)』
『交戦規則ROE』
黒崎視音の小説。終盤、自衛隊員に偽装したアメリカ人らが警察署で使用する。しかし空砲だったため、犠牲者は出なかった。
『日中開戦』
鹿児島出身の自衛隊OBで構成された歩兵第二二七連隊中隊長の市丸らレジスタンスが、フィリピン軍から提供されたM16を用いて、中国軍と交戦する。

## ノンフィクション
『アヘン王国潜入記』
作者の高野秀行がミャンマーのワ州に滞在中、市場でM16（CQの可能性も）を携行したアヘン行商人に遭遇。アヘンを量り売りしており、錘の代わりにM16の実包を用いていた。
『逃走中　元日スペシャル2021』
逃走エリアに出現した野獣討伐のために派遣された陸上自衛隊員がM16A1を装備。しかし実際の自衛隊の一般部隊ではM16は採用されていない。

## ゲーム
『Alliance of Valiant Arms』
ゲーム内通貨で購入可能な武器としてA2が登場。
『ARMA 2』
A2・A4・Mk.12 SPRが登場。各種照準装置やM203を備える。
『BLACK』
A2が登場するが、ストックが伸縮式に変更され、セミオート/バースト/フルオートの切り替えができる。また、最高難易度においてM203付のM16A2が登場する。レシーバーが左右反転している。
『Ecks vs. Sever』
主人公がA2を使用する。
『Land of the Dead: Road to Fiddler's Green』
初期のモデルが登場。
『Left 4 Dead』
「アサルトライフル」の名称で登場。
『Left 4 Dead 2』
「M16」の名称でA2が登場。
『OPERATION7』
ゲーム内通貨での購入可能武器としてA4・A5が登場。アンダーバレルグレネードとしてM203を取り付けることも可能。
『Operation Flashpointシリーズ』
『OFP:CWC』
アメリカ軍陣営でA2を使用可能。M203を装着したものも使用可能。
『OFP:DR』
アメリカ海兵隊陣営で使用可能なアサルトライフルとしてA4が登場する。EOTec社製ホロサイトとAN/PEQ-2 レーザーサイトを搭載した近接戦闘仕様やACOGを搭載したマークスマン仕様などを選択可能。
『PLAYERUNKNOWN'S BATTLEGROUNDS』
アサルトライフルとしてA4が登場するほか、北欧マップ「Livik」限定武器のDMRとしてSPR Mk12が「Mk12」の名称で登場する。ただし、A4は単発か3点バーストしか存在しない。
『TrueCombat:Elite』
SpecopsのAssaultが装備。Burst/Singleの設定が可能。
『Wargame Red Dragon』
MATO陣営のアメリカ軍デッキで使用可能な小銃として登場する。
『WarRock』
A4が登場するが、3点バーストモードが廃止されている。
『エースコンバットシリーズ』
『エースコンバット5』
オーシア国防軍の装備品。ムービー内で劇中のベルカ戦争に登場する他、サンド島空軍基地の警備兵が使用。
『エースコンバットX』
オーレリア連邦共和国の兵士がムービー中に所持している。
『怪盗ロワイヤル-zero-』
「アサルトライフル」の名で登場。東京マルイのM16 ゴルゴ13 カスタムに似ている。
『カウンターストライク オンライン』
カウンターテロリスト武器で購入可能。A1とA4が登場しており、A1はフルオート方式とセミオート方式に切り替え可能。A4は3点バーストのみ。
『グランド・セフト・オートシリーズ』
『GTAIII』
軍隊がA2を使用。
『GTA:VCS』
「M4」という名称で登場するが実際にはXM16E1である。軍隊のみ使用する。
『GTAV』
「カービンライフル」の名称でAR-15のカスタム品が登場する。
『クロスファイア』
初期装備として登場。
『コール オブ デューティシリーズ』
『CoD4』
A4が登場。なぜかキャンペーンではフルオート射撃が可能。
『CoD:MW2』
A4が登場。3点バースト。
『CoD:MW3』
A4が登場。3点バースト。
『CoD:BO』
モデル604が登場。20連弾倉を使用しているが、なぜか弾数は30発で3点バーストで発射する。キャンペーンではフルオートになっている。また、マルチプレイヤーではドットサイトを装着すると当時は存在しないフラットトップレシーバーになる。
『CoD:BO2』
キャンペーンにのみモデル604が登場。『CoD:BO』と同じく20連弾倉を使用しているが、弾数が30発となっている。劇中の年代を考えるとかなり時代遅れの装備である。
『CoD:AW』
マルチプレイでのみA4が登場。
『CoD:BO3』
マルチプレイヤーに登場。外観はA1だが、射撃方式は3点バーストとなっている。『CoD:BO』と同じく20連弾倉を使用しているが、弾数が30発となっている。
『CoD:BO4』
BO3と同じ3点バースト仕様のA1が登場。
『CoD:BOCW』
「M16」の名称で3点バーストのA2、キャンペーン限定でフルオート射撃可能な「M16A1」が登場する。当時存在しないA2グリップが装着されており、ハイダーはXM16E1の物。
『CoD:MWII』
「M16」の名称でA4が登場。3点バースト/セミオートの切り替えが可能。
『荒野行動』
「M16A4」という名称でA4が登場。通常物資として落ちている。
フルオート/セミオート/三点バーストの切り替えが可能。
『サイフォンフィルター』
「M-16」の名称で登場する。
『サドンアタック』
初期装備として登場。
『スペシャルフォース』
ゲーム内通貨で購入可能武器としてA2が登場。また、ゲームオリジナル設定のEVL_M16A2も存在するが、こちらは現金を支払いオリジナルアイテムを購入しないと手に入らない。
『ディノクライシス』
ゲイルがレーザーサイト付きで使用。
『ドールズフロントライン』
メインシナリオにおいて主人公の戦術人形・「M4A1」が率いるAR小隊所属の星4戦術人形として、「M16A1」と同じく星4人形でAR小隊所属であるスパイク・タクティカル製のクローンモデルであるAR-15、「ST AR-15」が登場。ST AR-15が使用するモデルはスパイク・タクティカル社の10周年記念モデルに.300 AAC Blackout弾用に改造された物を使用する。
『トゥームレイダー』
フィールド内で入手できるアイテムとして主人公、ララ・クロフト（1作目の『トゥームレイダース』日本語版ではレイラ・クロフト）が使用。
『バトルフィールドシリーズ』
『BFベトナム』
アメリカ陸軍・アメリカ海兵隊・グリーンベレー・南ベトナム軍の突撃兵と偵察兵が使用。偵察兵が使用するものはセミオートに変更され、スコープが付いた狙撃銃となっている。
『BF2』
USMC突撃兵がM203付きのA2を使用。衛生兵の場合はM203無し。
『Project Reality（BF2）』
ベトナム戦時のアメリカ軍、アメリカ海兵隊の標準装備としてM16A1が登場。現代戦のアメリカ海兵隊にてM16A4を装備。スコープはACOG TA31・M68 CCOから選択できる。兵科によってはアイアンサイトが選択可能。
また、カナダ軍やオランダ軍ではColt Canada社製のM16であるC7やC7A1、C7A2を装備。カービンモデルのC8A3も兵科によっては装備している。スコープはEOTech 552・Elcan C79・Elcan C79A2。
イスラエル国防軍に至っては、イスラエル製のM16A1、Model653 MENOSARとショートモデルのModel653 MEKOTZRARとModel653 MEKOTZARをアイアンサイトで装備している。
他にM16系列のライフルとして、カナダ軍のマークスマンにAR-10T、アメリカ海兵隊のマークスマンにSPR Mk12 mod1。民兵の装備にM16A2も登場している。
『BFBC』
突撃兵の装備としてM203付きで使用可能。
『BFBC2』
突撃兵が使用。M203を装着可能。
『BF3』
米海兵隊の突撃兵専用武器としてA3とA4（3点バーストモデル）が登場。光学照準器、バレル、アンダーマウントレールにグリップ、グレネードランチャーなど様々なアタッチメントを装備し銃をカスタマイズすることができる。実際にはモデリングは民間用のコルト・スポーター・コンペティションである。
『BF4』
突撃兵専用武器としてA4（3点バーストモデル）が登場。3と同様モデリングは民間品。
『BFH』
A4のフルオートモデルがA3の名称で登場。
『マンハント』
「アサルトライフル」の名称でA2が登場する。バレルが切り詰められており、20連弾倉を使用しているが、なぜか弾数は30発になっている。
『マンハント2』
前作同様、「アサルトライフル」の名称でA2が登場する。バレルと弾倉の仕様も同一。
『メタルギアシリーズ』
『MGS2』
タンカー編で米海兵隊員の一部がA2を装備。
『MGS3』
XM16E1が登場。ジャングル迷彩が施され、サプレッサーの装着と3点バースト射撃が可能なモデルで、劇中では東南アジアで米軍が運用時に同行していたガンスミスが手を加えた物を、ソ連の手で鹵獲され本作の舞台であるツェリノヤルスクへ持ち込まれたという設定。なお、本作の敵であるGRUのヴォルギン大佐配下のスペツナズは鹵獲された西側兵器も用いているが、なぜか本銃のみが彼らの手では全く使用されていない。また、ザ・ボスの愛銃として大幅に改造された「パトリオット」としても登場。なお、XM16E1と呼称されているがマガジンキャッチ周りのリブとバードケージハイダーがあることから、実際にはM16A1である。
『MPO』
使用武器にA1とXM177E2（サプレッサー装備）が登場。
『MGS4』
BIGBOSSの称号を取得するとXM16E1を改造したパトリオットを入手できる。
『MGSPW』
A1が初期装備で登場。条件を満たすとXM177が使用可能になる。「カズとデート」でパトリオットの設計図が入手できる。
『メビウスオンライン』
兵科「突撃兵」のみA1が使用可能。
『Warface』
A3が登場。